# إسحاق غالانتي
إسحاق غالانتي (بالعبرية: יצחק גלנטי‏) (12 فبراير 1937 – 25 يونيو 2012) كان سياسيًا إسرائيليًا شغل منصب عضو في الكنيست عن جيل بين عامي 2006 و2009.

## السيرة الشخصية
ولد غالانتي في دمشق في سوريا وقد قام  هاجر لفلسطين الانتدابية في 5 مايو 1945. وفي عام 1981 حصل على درجة البكالوريوس في الجغرافيا والعلوم السياسية من جامعة حيفا. بعد تسع سنوات حصل على درجة الماجستير في الجيولوجيا وعلم الآثار من الجامعة نفسها.
في انتخابات عام 2006، احتل المرتبة الخامسة في قائمة جيل، ودخل الكنيست حيث فاز الحزب بسبعة مقاعد حيث ترأس المجموعة البرلمانية للحزب كرئيس، وترأس لجنة العمل والرفاه والصحة في الكنيست.
لقد فقد مقعده في انتخابات عام 2009 عندما فشل الحزب في تجاوز العتبة الانتخابية.
عاش غالانتي في نيشر وكان مطلقًا وله ثلاثة أطفال.